# Renzo Gracie
Renzo Gracie (ur. 11 marca 1967) − brazylijski grappler oraz zawodnik mieszanych sztuk walki (MMA), czarny pas i trener brazylijskiego jiu-jitsu.

## Kariera zawodnicza
Należy do rodziny Gracie − klanu mistrzów brazylijskiego jiu-jitsu; jest synem Robsona Graciego i wnukiem Carlosa Graciego − współtwórcy tej sztuki walki. Jak większość męskich członków rodziny, zaczął trenować już we wczesnym dzieciństwie. Czarny pas otrzymał z rąk swego wuja, Carlosa Graciego Juniora. 
Zawodowe starty w sportach walki zaczął od vale tudo w 1992 roku. Trzy lata później wyjechał do USA, gdzie zdobywały sobie właśnie popularność mieszane sztuki walki. W 1995 roku wygrał w Północnej Karolinie turniej World Combat Championship, pokonując wszystkich trzech rywali przez szybkie poddanie, w tym w finale Jamesa Warringa, a w 1996 roku na gali MARS pokonał przez nokaut znanego z występów w UFC Olega Taktarowa.
Od 1997 roku zaczął startować w Japonii dla tamtejszych dwóch czołowych organizacji − PRIDE FC i RINGS. Był niepokonany aż do lutego 2000 roku, gdy w tokijskim finale turnieju RINGS King of Kings przegrał przez decyzję sędziów z Kiyoshi Tamurą. W międzyczasie startował również w mistrzostwach submission fightingu organizacji ADCC, dwukrotnie tryumfując w kategorii 77 kg (1998, 2000). 
W sierpniu 2000 roku, na gali PRIDE 10 w Saitamie zmierzył się z największą gwiazdą japońskiego MMA, Kazushim Sakurabą. Gracie zapowiadał, że pomści swych kuzynów Roylera i Royce'a, którzy wcześniej doznali porażek z rąk Japończyka. Walka była wyrównana, jednak pod koniec 2. rundy Sakuraba zaskoczył Brazylijczyka, zakładając mu kimurę (dźwignię na ramie). Gracie, zgodnie z rodzinną tradycją, odmówił poddania się i w konsekwencji doznał ciężkiego złamania ręki.
Do rywalizacji powrócił w następnym roku, gdy na gali PRIDE 13 został znokautowany przez Dana Hendersona. Serię trzech porażek przerwał w końcu podczas PRIDE 17, pokonując przez decyzję Michiyoshiego Oharę. Kolejne trzy walki zakończyły się jednak przegranymi Brazylijczyka, który najpierw uległ Shungo Oyamie oraz Carlosowi Newtonowi, a potem B.J. Pennowi. 
W latach 2006–2007 Brazylijczyk walczył z lepszymi rezultatami, pokonując kolejno Pata Mileticha, Carlosa Newtona w rewanżu oraz Kena Shamrocka. Po trzyletniej przerwie od startów, w kwietniu 2010 roku 43-letni już Gracie zadebiutował w organizacji UFC, gdy starł się z innym weteranem, Mattem Hughesem. Amerykanin pokonał go przez TKO w 3. rundzie.

## Kariera trenerska
Wkrótce po swym przyjeździe do USA Renzo Gracie założył w Nowym Jorku szkołę brazylijskiego jiu-jitsu (Renzo Gracie Academy), która cieszy się renomą jednej z najlepszych na świecie. Później otworzył kolejne dwie: w New Jersey i Connecticut. Oprócz jiu-jitsu, nauczany jest w nich też boks tajski, submission fighting, MMA i capoeira. Akademia Graciego ma również kilkadziesiąt filii na terenie USA, Kanady i kilku innych państw. 
Wśród podopiecznych Renzo Graciego byli tacy zawodnicy jak Matt Serra, Roger Gracie, Georges St-Pierre, Frankie Edgar i Roy Nelson. Jest także wieloletnim osobistym trenerem księcia Muhammada ibn Zaid an-Nahajana.